# دوره عمارنه

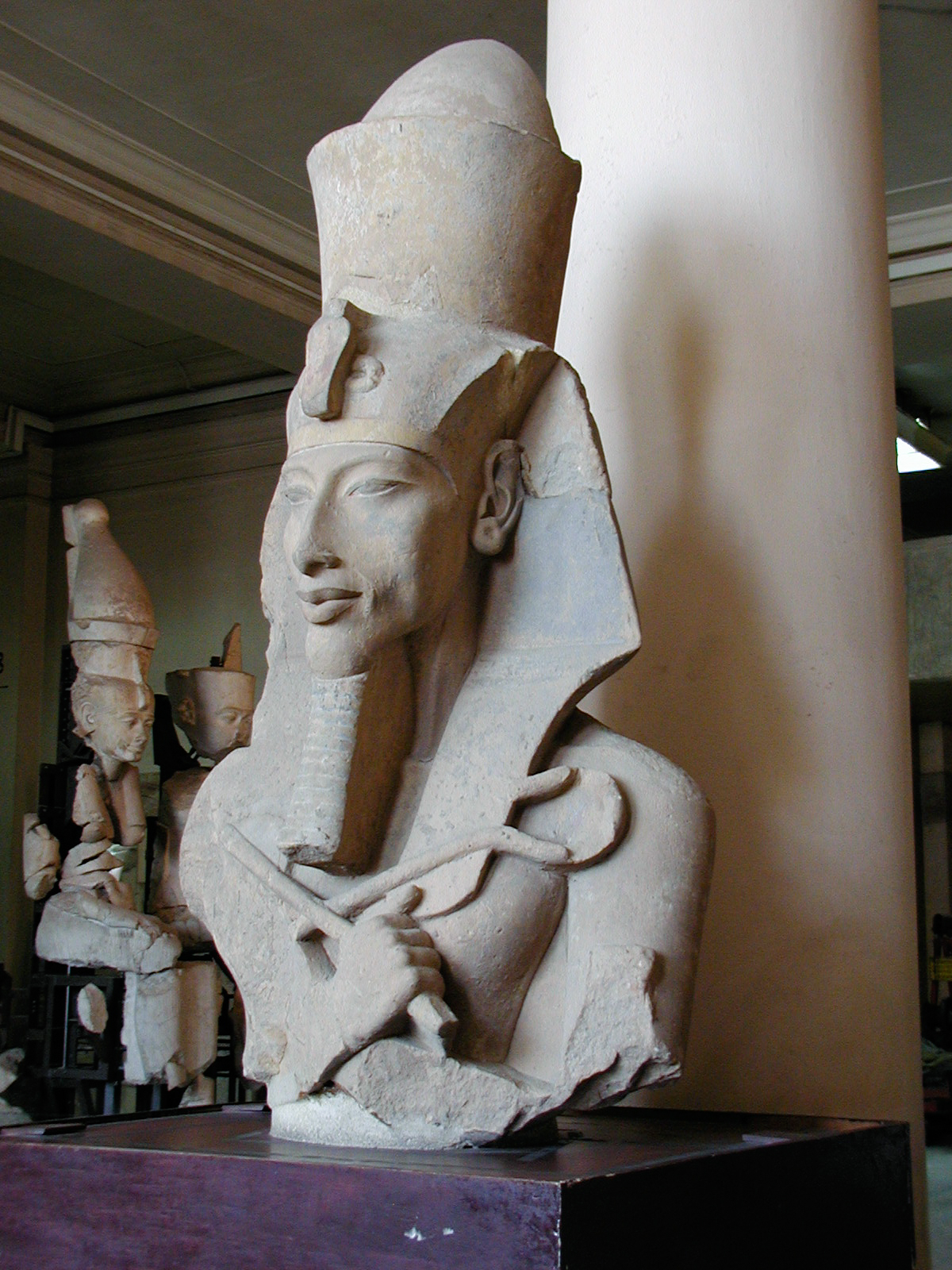
تندیس آخناتون در سبک امارنه

دوره عمارنه یا دوره امارنه (به انگلیسی: Amarna Period) بخشی از تاریخ مصر باستان در نیمه دوم دودمان هجدهم بود که در آن اقامت‌گاه پادشاهی فرعون و ملکه‌اش به آخناتون («افق آتون») که امروزه امارنه است، منتقل شد. این دوره هنگام فرمانروایی آمنهوتپ چهارم (۱۳۵۳ تا ۱۳۳۶ پیش از میلاد) بود؛ کسی که نام خود را به آخناتون تغییر داد و بانی نخستین حرکت سیاسی «یکتاپرستانه» یا «تک ایزدی» در مصر باستان شد. در مذهب نوین او، خورشید یا آتون به جای دیگر خدایان مصر باستان اهمیت فراوان یافت و پرستش آن به میزانی بسیار بیشتر از دیگر خدایان سنتی مصر صورت می‌گرفت. او همچنین مسبب ویران کردن بسیاری از معابد دیگر خدایان از جمله معابد آمون بود.
پس از مرگ آخناتون و پایان دوره امارنه، مذهب سنتی با همه خدایانش بازگشت و فرعون‌های پسین تلاش کردند نفرین یادگار را بر آثار آن دوره ایجاد کنند. تلاش رامسس دوم بر این بود که آنچه را که در زمان آخناتون از دست رفته بود، باز یابد. رامسس دوم موثرترین فرعون در پاک نمودن دورهٔ امارنه از تاریخ مصر است.

## جستارهای ویژه
- هنر امارنه